# Idiops striatipes
Idiops striatipes är en spindelart som beskrevs av William Frederick Purcell 1908. Idiops striatipes ingår i släktet Idiops och familjen Idiopidae. Inga underarter finns listade i Catalogue of Life.